# Deputowani do Reichstagu IV kadencji (1878–1881)
Deputowani  do Reichstagu  IV kadencji (1878–1881) – deputowani do Reichstagu IV kadencji wybrani 30 lipca 1878 roku.
Przewodniczący senior Reichstagu
- Gustav von Bonin (Niezrzeszeni )

Przewodniczący Reichstagu
- Max von Forckenbeck (Nl) do 1873 – Otto Theodor von Seydewitz (DkP) do 1880 – Adolf Graf von Arnim-Boitzenburg (Nl) do 1881 – Gustav von Gossler (Nl)

Wiceprzewodniczący  Reichstagu
- - Franz August Schenk von Stauffenberg (Nl)
  - Hermann zu Hohenlohe-Langenburg (DR)

## Lista według przynależności partyjnej (stan na koniec kadencji)

### DkP(67(49) deputowanych)
- Karl Gustav Ackermann
- Karl von Bärensprung
- Otto Tortilowicz von Batocki-Friebe
- Nikolaus von Below
- Paul von Brand
- Wolf von Bredow
- Hermann von Busse
- Axel von Colmar
- Rudolph von Cranach
- Friedrich von Dewitz
- Rodrigo zu Dohna-Finckenstein
- Adalbert von Flottwell
- Wilhelm von Flügge
- Arnold Woldemar von Frege-Weltzien
- August von Gerlach
- Franz August von Gordon
- Gustav von Gossler
- Emil Grützner
- Otto von Helldorff
- Gustav von Heyer (od 1879)
- Christian Hohenlohe (Od 1880)
- Conrad von Holstein
- Gustav von Jagow
- Karl von Jagow (Od 1879)
- Casimir Rudolf Katz
- Conrad von Kleist
- Hans Hugo von Kleist-Retzow
- Hermann von Knobloch (Od kwietnia 1879)
- Albert von Levetzow
- Robert von Ludwig
- Hermann von Lüderitz
- Helmuth von Maltzahn
- Otto von Manteuffel
- Heinrich Eugen Marcard
- Adolf Marschall von Bieberstein
- Carl Anton Merz
- Wilhelm von Minnigerode
- Julius von Mirbach-Sorquitten
- Helmuth Karl Bernhard von Moltke
- Alexander von der Osten
- Adolf von Plessen
- Jesco von Puttkamer
- Robert von Puttkamer
- Waldemar von Puttkamer-Kolziglow
- Friedrich von Ravenstein
- Theodor Reich
- Oswald von Rittberg
- Otto Saro
- Friedrich von Schenck
- Albrecht Heinrich von Schlieckmann
- Hermann Schmalz
- Wilhelm von Schöning
- Carl Friedrich von Seydewitz (Od 1880)
- Otto Theodor von Seydewitz
- George William von Simpson
- Albert von Sperber (Od 1879)
- Ludwig von Staudy
- Theodor zu Stolberg-Wernigerode
- Udo zu Stolberg-Wernigerode
- Alfred von Tettau
- Otto Uhden
- Otto von Wackerbarth (Od 1879)
- Karl von Waldow und Reitzenstein
- Friedrich von Wedell-Malchow
- Rudolph Wichmann
- Ludwig von Wittich (Od 1879)
- Carl von Woedtke

### DR(58 (50) deputowanych)
- Adolf von Arnim-Boitzenburg
- Leo Becker
- Carl von Behr
- Friedrich von Behr
- Felix von Bethmann Hollweg
- Theodor von Bethmann-Hollweg
- Eduard Georg von Bethusy-Huc
- Wilhelm von Bismarck
- Karl Heinrich von Boetticher
- Georg Hermann Braun
- Rudolph von Buddenbrock
- Karl zu Carolath-Beuthen
- Justus Clauswitz
- Johann Gottfried Dietze
- August von Ende
- Adalbert Falk
- Karl Findeisen
- Friedrich von Frankenberg und Ludwigsdorf
- Karl Rudolf Friedenthal
- Friedrich Ludwig von Geß
- Hermann von Graevenitz
- Theodor Günther
- Hermann von Hatzfeldt
- Karl von Heim
- Julius von Helldorff
- Chlodwig zu Hohenlohe-Schillingsfürst
- Hermann zu Hohenlohe-Langenburg
- Wilhelm von Kardorff
- Otto von Knapp
- Gustav von König (Od 1879)
- Max von Lerchenfeld
- Robert Lucius von Ballhausen
- Friedrich von Luxburg
- Karl Friedrich Melbeck
- Franz Joseph Müller (Od 1879)
- Wilhelm von Neumann
- Adalbert von Nordeck zur Rabenau
- Hans von Ow
- Hans Heinrich XI. von Hochberg
- Wiktor I Maurycy von Ratibor
- Otto Reinhardt
- Karl Richter
- Gustav Richter
- Eduard von Schenck
- Karl von Schmid
- Johann Theodor Schmiedel
- Anton Matthias Schön
- Friedrich Oskar von Schwarze
- Carl von Schwendler
- Julius Staelin
- Otto Stellter
- Carl Ferdinand von Stumm-Halberg
- Otto Süs
- Carl Gustav Thilo
- Hans Wilhelm von Unruhe-Bomst
- Karl von Varnbüler
- Ernst Vowinckel
- Hermann von Werner

### N( 110(97) deputowanych)
- Otto Bähr
- Carl Baer
- Ludwig Bamberger
- Carl Heinrich Martin Bauer
- Wilhelm von Beaulieu-Marconnay (Od 1879)
- Robert von Benda
- Rudolf von Bennigsen
- August von Bernuth
- Georg Beseler
- Hugo Bieler
- Wilhelm Blum
- Friedrich Boettcher
- Moritz Bolza
- Alfred Boretius
- Karl Braun
- Wilhelm Bode
- Adolf von Brüning
- Otto Büsing
- Wilhelm Büxten
- Franz Armand Buhl
- Georg von Bunsen
- Ludwig von Cuny
- Friedrich Dernburg
- Karl Heinrich Dreyer
- Friedrich Feustel
- Edmund von Flemming
- Max von Forckenbeck
- Friedrich Forkel
- Karl von Gareis
- Robert Gerwig
- Rudolf von Gneist
- Joseph Görz
- Samuel Heinrich Hall
- Friedrich Hammacher
- Richard Harnier
- Franz Xaver Heilig
- Cornelius Wilhelm von Heyl zu Herrnsheim (Od 1879)
- Paul Hinschius Od 1879)
- Eugen Holtzmann
- Ludwig Albert Jaeger
- Karl Bernhard Jäger
- Ludwig Andreas Jordan
- Friedrich Kiefer
- Eduard Klein
- Karl Peter Klügmann
- Gottlieb Klumpp (Od 1880)
- Eduard Knoch
- Ernst Friedrich Krafft
- August Kuntzen
- Gustav Landmann
- Wilhelm Laporte
- Eduard Lasker
- Werner August Friedrich Lentz
- August List
- Erwin Lüders
- Heinrich Marquardsen
- Georg Martin
- Karl Maurer
- Hermann Henrich Meier
- Rudolf Heinrich Möring
- Alexander Georg Mosle
- Friedrich Hermann Müller
- Albert Nitschke
- Wilhelm Oechelhäuser
- Friedrich Oetker
- Friedrich Pabst
- Edo Friedrich Peterssen
- Gustav Pfaehler
- Markus Pflüger
- Maximilian von Puttkamer
- Erich von Reden
- Julius Reinecke
- Hermann Rentzsch
- Heinrich Rickert
- Hermann Roemer
- Max Römer
- Diedrich Gerhard Roggemann
- Eduard Rückert
- Friedrich von Schauß
- Hermann Schläger (Od  1881)
- Heinrich Schlieper
- Albert Schlutow
- Karl Heinrich Schmidt
- Philipp Schreiner (Od  1880)
- Bernhard Schroeder
- Fryderyk von Schulte
- August Servaes (Od  1879)
- Friedrich Sommer
- Franz August Schenk von Stauffenberg
- Louis Victor Stegemann
- Eduard Stephani
- Gerhard Struve
- Jan ten Doornkaat Koolman
- Georg Thilenius
- Karl Tölke (Od 1879)
- Wilhelm Trautmann
- Heinrich von Treitschke
- Hans Victor von Unruh
- Joseph Völk
- Louis Wilhelm Vopel
- Hans Heinrich Wachs
- Max Weber (Od  1879)
- Wilhelm Wehrenpfennig
- Hermann Weigel
- Heinrich Werner
- August Westphal (Od 1879)
- Ernst Witte
- Friedrich Witte
- Isaac Wolffson

### DF( 36(23) deputowanych)
- Carl Ausfeld (Od  1881)
- Michael Baumgarten
- Wilhelm Büchner
- Heinrich Bürgers
- Christoph Marquard Ed (Od  1880)
- Arthur Eysoldt
- Wilhelm Salomon Freund (Od  1879)
- Siegmund Günther
- Albert Hänel
- Georg Härle
- Hugo Hermes
- Hubert Hilf
- Eduard Kämpffer (Od  1880)
- Gustav Karsten
- Moritz Klotz
- Wilhelm Kopfer
- Ludwig Loewe
- Emanuel Mendel
- Heinrich Adolph Meyer
- Ernst Adolph Mueller
- Karl Wilhelm Nessler (Od  1880)
- Friedrich von Payer (Od  1880)
- Eugen Richter
- Kurt von Saucken-Tarputschen
- Wilhelm Schaffrath
- Hermann Schulze-Delitzsch
- Ludwig Schwarz
- Philipp Schwarzenberg (Od  1880)
- Leopold Sonnemann
- Lothar Streit
- Albert Traeger (Od  1880)
- Rudolf Virchow (Od 1880)
- Moritz Wiggers
- Ferdinand Wöllmer
- Emanuel Wulfshein
- Eduard Zimmermann

### Z(111(93) deputowanych)
- Friedrich August Abt (Od 1880)
- Reinhard von Adelebsen
- Victor von Alten
- Johann Baptist Arbinger
- Peter Karl von Aretin
- Ludwig von Aretin
- Werner von Arnswaldt
- Franz von Ballestrem
- Hermann Joseph Bender
- Josef Bernards
- Bechtold von Bernstorff
- Cajetan von Bissingen-Nippenburg
- Adam Bock
- Julius von Bönninghausen
- Rudolph Borowski
- Franz von und zu Bodman
- Hermann von und zu Brenken
- Johann Brückl
- Ludwig Brüel
- Johann Anton Graf von Harbuval-Chamaré-Stolz
- Franz Hubertus von Dalwigk zu Lichtenfels
- Michael Datzl
- Christian Dieden
- Clemens Heidenreich Droste zu Vischering (Od 1879)
- Gregor Fichtner
- Christoph Ernst Friedrich von Forcade de Biaix
- Georg Arbogast von und zu Franckenstein
- Heinrich Franssen
- Adolph Franz
- Andreas Freytag
- Hermann Ariovist von Fürth
- Hartmann Fugger von Kirchberg
- Ferdinand Heribert von Galen
- Victor Gielen
- Andreas von Grand-Ry
- Adolf von Grote
- Heinrich Grütering
- Bartholomäus Haanen
- Gustav von Habermann
- Aloys Hafenbrädl
- Colin von Halkett
- Constantin Hamm
- Thomas von Hauck
- Clemens Heereman von Zuydwyck
- Franz Herrlein
- Georg von Hertling
- Alfred von Hompesch
- Albert Horn
- Heinrich Horneck von Weinheim
- Friedrich von Kehler
- Eugen von Kesseler
- Friedrich Franz Kochann
- Adolf Krätzer
- Ignatz von Landsberg-Velen und Steinfurt
- Karl Anton Lang
- Franz Xaver Lender
- Ernst Ludwig von Lenthe
- Franz Xaver Leonhard
- Ernst Lieber
- Joseph Lindner
- Joseph Lingens
- Johann Evangelist Maier
- Paul Majunke
- Max Theodor Mayer
- Clemens Menken
- Matthias Merkle
- Franz Ludwig Meyr (Od 1880)
- Joseph Michalski
- Ferdinand von Miller
- Christoph Moufang
- Eduard Müller
- Karl von Müller
- Julius Cäsar von Nayhauß-Cormons
- Carl Ferdinand Nieper
- Karl von Ow
- Heinrich von Papius (Od 1880)
- Clemens Perger
- Hugo Pfafferott
- Sigmund von Pfetten-Arnbach
- Anton Pohlmann
- Friedrich II Praschma
- Conrad von Preysing
- Edmund Radziwiłł
- Karl von Reden (Od  1879)
- August Reichensperger
- Peter Reichensperger
- Ludwig Karl Reichert (Od 1878)
- Magnus Anton Reindl (Od 1881)
- Wilhelm Rudolphi
- Kaspar von Ruppert
- Franz Anton Rußwurm
- Gustav von Saurma-Jeltsch
- Alexander von Schalscha
- Eduard Schenk
- Friedrich Carl von Schönborn-Wiesentheid
- Wilhelm von Schorlemer (Od 1880)
- Burghard von Schorlemer-Alst
- Theodor Schroeder
- Karl Senestrey
- Maximilian von Soden-Fraunhofen
- Albert Stöckl
- Gerhard Stötzel
- Friedrich zu Stolberg-Stolberg
- Eduard Strecker
- Johann Michael Triller
- Otto Waenker von Dankenschweil
- Constantin von Waldburg-Zeil
- Carl Hubert von Wendt
- Anton Westermayer
- Ludwig Windthorst
- Ludwig von Zu Rhein

### SPD(12(9)  deputowanych)
- Ignaz Auer (Od 1880)
- August Bebel
- Wilhelm Bracke
- Friedrich Wilhelm Fritzsche
- Georg Wilhelm Hartmann Od 1880)
- Wilhelm Hasenclever (Od 1879)
- Wilhelm Hasselmann
- Max Kayser
- Wilhelm Liebknecht
- Klaas Peter Reinders
- Julius Vahlteich
- Philipp Wiemer

### Polacy (17(14)  detupowanych)
- Leon von Czarlinski
- Roman Czartoryski
- Alfred Goldenberg (Od 1880)
- Charles Grad
- Ludwik Jażdżewski
- Anton von Kalkstein
- Roman Komierowski
- Stanislaus von Kurnatowski
- Stephan von Kwilecki
- Teofil Magdziński
- Władysław Niegolewski
- Ferdynand Radziwiłł
- Michael von Sczaniecki
- Adam von Sierakowski
- Hippolyt von Turno
- Joseph von Zoltowski
- Stefan von Zoltowski

### Niezależni  (33 deputowanych)
- Karl Adolf Baumbach (Od 1880)
- Louis Constanz Berger
- Paul Bezanson
- Florens von Bockum-Dolffs
- Gustav von Bonin
- Gustav von Bühler
- Rudolf von Delbrück
- Jean Dollfus
- Gottfried von Feder
- Charles Germain
- Ludwig Groß
- Joseph Guerber
- Louis Heckmann-Stintzy
- Eduard Jaunez
- Wilhelm Jegel (Od 1880])
- Jacques Kablé
- Adolf Kreutz
- Hans Andersen Krüger
- Arthur von Landesberg (Od 1880)
- Heinrich Langwerth von Simmern (Od 1879)
- Gustav Lipke (Od 1880)
- Wilhelm Loewe
- Eugène Lorette
- Jean North
- Kurt von Ohlen und Adlerskron (Od 1879)
- Achille Rack
- Joseph Schaefler (Od 1879)
- Alfred Schmitt-Batiston
- Carl August Schneegans
- Jacob Ignatius Simonis
- Julius Wiggers
- Landolin Winterer
- August Zinn

## Literatura
- Georg Hirth (Hrsg.): Deutscher Parlamentsalmanach 13. Ausgabe, September 1878. Leipzig, 1878 (Digitalisat)
- Stenographische Berichte über die Verhandlungen des Deutschen Reichstags. 4. Legislatur-Periode, I. Session 1878. 1. Band, Berlin 1878, S. VII–XXVII (Digitalisat)
- Stenographische Berichte über die Verhandlungen des Deutschen Reichstags. 4. Legislatur-Periode, II. Session 1879. 1. Band, Berlin 1879, S. IX–XXIX (Digitalisat)
- Stenographische Berichte über die Verhandlungen des Deutschen Reichstags. 4. Legislatur-Periode, III. Session 1880. 1. Band, Berlin 1880, S. XXIX–XLIX (Digitalisat)
- Stenographische Berichte über die Verhandlungen des Deutschen Reichstags. 4. Legislatur-Periode, IV. Session 1881. 1. Band, Berlin 1881, S. XXXIII–LIII (Digitalisat)
- Wilhelm Heinz Schröder: Sozialdemokratische Reichstagsabgeordnete und Reichstagskandidaten 1898–1918. Biographisch-statistisches Handbuch. (= Handbücher zur Geschichte des Parlamentarismus und der politischen Parteien, Band 2). Droste, Düsseldorf 1986, ISBN 3-7700-5135-1
- Bernd Haunfelder]: Reichstagsabgeordnete der Deutschen Zentrumspartei 1871–1933. Biographisches Handbuch und historische Photographien. (= Photodokumente zur Geschichte des Parlamentarismus und der politischen Parteien, Band 4). Droste, Düsseldorf 1999, ISBN 3-7700-5223-4
- Bernd Haunfelder: Die liberalen Abgeordneten des deutschen Reichstags 1871–1918. Ein biographisches Handbuch. Aschendorff, Münster 2004, ISBN 3-402-06614-9
- Bernd Haunfelder: Die konservativen Abgeordneten des deutschen Reichstags von 1871 bis 1918. Ein biographisches Handbuch. Aschendorff, Münster 2009, ISBN 978-3-402-12829-9